# Parc del Gran Sol
Parc del Gran Sol är en park i Spanien.   Den ligger i provinsen Província de Barcelona och regionen Katalonien, i den östra delen av landet, 500 km öster om huvudstaden Madrid. Parc del Gran Sol ligger 56 meter över havet.
Terrängen runt Parc del Gran Sol är platt åt sydväst, men norrut är den kuperad. Havet är nära Parc del Gran Sol åt sydost. Närmaste större samhälle är Barcelona, 7,9 km sydväst om Parc del Gran Sol. 